# Исаев, Степан Ефимович
Степан Ефимович Исаев (25 декабря 1896, пос. Нижне-Тагильского завода, Верхотурский уезд, Пермская губерния — 13 марта 1962, Свердловск) — советский военачальник, полковник (1939).

## Начальная биография
Родился 25 декабря 1896 года в посёлке Нижне-Тагильского завода Верхотурского уезда Пермской губернии.
Работал слесарем на железнодорожной станции Нижний Тагил.

## Военная служба

### Первая мировая и гражданская войны
15 августа 1915 года призван в ряды Русской императорской армии и направлен в Батуми, где был зачислен в учебный батальон, после окончания которого переведён в 1-й Карский крепостной полк, дислоцированный в Трапезунде, где был назначен на должность командира взвода и принимал участие в боевых действиях на Кавказском фронте. 3 декабря 1917 года С. Е. Исаев был демобилизован из рядов армии, после чего вернулся в Нижний Тагил, где с 6 января 1918 года вновь работал слесарем на железнодорожной станции.
26 мая 1918 года принят в Нижне-Тагильский железнодорожный красногвардейский кавалерийский отряд (3-я армия), в составе которого пулемётчиком участвовал в боевых действиях на Восточном фронте. 14 ноября 1918 года отряд был включён в 255-й Уральский стрелковый полк в составе 29-й стрелковой дивизии.
С декабря 1919 года Исаев служил в составе Трудовой армии слесарем на Златоустовской оружейной фабрике.

### Межвоенное время
25 июня 1920 года направлен на учёбу на 28-е пехотные Киевские курсы РККА, которые вскоре были преобразованы в 5-ю Киевскую пехотную школу, одновременно с учёбой в период с января по март 1921 года служил политруком роты во 2-м полку 1-й Киевской бригады курсантов и политруком 5-й Киевской пехотной школы. После окончания школы в сентябре 1923 года назначен на должность командира взвода в составе 83-го Ферганского дивизиона войск ОГПУ.
С марта 1924 года служил на должностях помощника командира взвода и инструктора пулемётного дела в составе 17-го отдельного железнодорожного дивизиона войск ОГПУ. 28 января 1925 года назначен на должность командира пулемётного взвода в составе Отдельного Самаркандского дивизиона войск ОГПУ, а с ноября 1927 года исполнял должность помощника командира по строевой и хозяйственной части 82-го кавалерийского дивизиона войск ОГПУ.
В ноябре 1929 года Исаев назначен на должность помощника коменданта по строевой и хозяйственной части 7-го погранотряда войск ОГПУ Ленинградского округа, а в апреле 1930 года переведён в 3-й Ленинградский полк войск ОГПУ, где служил командиром автобронедивизиона, а с декабря командиром 2-го дивизиона.
В сентябре 1931 года направлен на учёбу в Высшую пограничную школу в Москве, после окончания которой с апреля 1932 года служил в 3-й пограничной школе пограничной охраны и войск ОГПУ на должностях начальника штаба дивизиона, помощника начальника части материального обеспечения, командира-руководителя курса переподготовки, а с января 1935 года — в Высшей пограничной школе НКВД на должностях командира дивизиона и преподавателя военных дисциплин.
В 1940 году окончил вечерний факультет Военной академии имени М. В. Фрунзе, а 8 февраля 1941 года назначен на должность помощника начальника курса по заочному обучению Школы усовершенствования комсостава НКВД.

### Великая Отечественная война
В июне 1941 года полковник С. Е. Исаев назначен на должность командира формирующегося Ленинградского истребительного батальона в Москве, а в августе — на должность начальника боевой подготовки истребительных батальонов Москвы и Московской области. В октябре из истребительных батальонов ряда районов Москвы сформирована 2-я отдельная бригада московских рабочих, которая 14 ноября была преобразована в 5-ю Московскую стрелковую дивизию, а командиром дивизии назначен полковник С. Е. Исаев. 20 января 1942 года дивизия переименована в 158-ю стрелковую и 16 февраля дивизия была передислоцирована прибыла на Калининский фронт, где была включена в состав 22-й армии, после чего во время Ржевско-Вяземской наступательной операции принимала участие в боевых действиях в районе населённого пункта Холмец (Молодотудский район, Калининская область). 7 марта 1942 года Исаев снят с занимаемой должности и назначен командиром 234-го стрелкового полка (179-я стрелковая дивизия), после чего принимал участие в боевых действиях на ржевско-вяземском направлении, а затем оборонялась юго-западнее города Белый.
4 ноября 1942 года назначен командиром 93-й стрелковой дивизией Калининского фронта, однако уже 12 декабря освобождён от занимаемой должности «за невыполнение боевого приказа…», после чего находился под следствием военного трибунала Калининского фронта от 17 февраля 1943 года осужден на 8 лет ИТЛ с отсрочкой исполнения до окончания военных действий и затем назначен заместителем командира 381-й стрелковой дивизии. 24 мая того же года судимость с полковника Исаева была снята.
9 июля назначен на должность заместителя командира 19-й гвардейской стрелковой дивизии, а 27 июля 1943 года — на должность начальника отдела боевой подготовки 3-й ударной армии, после чего принимал участие в ходе Невельско-Городокской, Режицко-Двинской, Мадонской и Рижской наступательных операций, боевых действиях против Курляндской группировки войск противника и затем — в Варшавско-Познанской, Восточно-Померанской и Берлинской наступательных операциях.

### Послевоенная карьера
С июня 1945 года полковник Степан Ефимович Исаев находился в распоряжении Военного совета Группы советских войск в Германии и затем лечился в санатории. 17 ноября того же года вышел в запас.
Умер 13 марта 1962 года в Свердловске. Похоронен на Висимском кладбище Нижнего Тагила.

## Награды
- Орден Ленина (21.02.1945);
- Два ордена Красного Знамени (03.11.1944, 26.07.1944)[2];
- Медали, в том числе «За оборону Москвы» (06.10.1944)[3].